# Бенсонхерст
Бенсонхерст (англ. Bensonhurst) — жилой район в юго-западной части нью-йоркского боро Бруклин. Район ограничен 14-й авеню на северо-западе, 60-й улицей на северо-востоке, авеню P и 22-й авеню на юго-востоке, и 86-й улицей на юго-западе. На севере-западе он граничит с районом Дайкер-Хайтс, на северо-востоке с Боро-Парком и Мэплтоном, Бат-Бич на юго-западе и Грейвзендом на юго-востоке.
В Бенсонхерсте находится несколько крупных этнических анклавов. Исторически он был известен как Маленькая Италия Бруклина. Сегодня в Бенсонхерсте находится второй по размерам Чайнатаун Бруклина, в котором проживает больше всего жителей, родившихся в Китае и Гонконге, среди всех районов Нью-Йорка. На долю района приходится 9,5% из 330 000 жителей города, родившихся в Китае, согласно данным за период с 2007 по 2011 год.
Бенсонхерст является частью 11-го округа Бруклина, основные почтовые индексы — 11204 и 11214. обслуживается 62-м участком полицейского департамента Нью-Йорка. Он входит в состав 38-го, 43-го и 47-го округа городского совета Нью-Йорка.

## География
По территории Бенсонхерста проходят две линии Нью-Йоркского метро: линия D, которая проходит над землёй, и линия N. Охрану правопорядка в Бенсонхерсте осуществляют работники 62-го Участка департамента полиции города Нью-Йорка.

## История
Бенсонхерст был назван в честь Артура Бенсона, бывшего президента Бруклинской газовой компании, который в 1835 году скупил сельскохозяйственные угодья, принадлежавшие семейству Полхемус. В промежутке между 1835—1850 годами Бенсон продал земли по частям. Впоследствии, часть их стала районом Бенсонхерст. На территории района находится почтовое отделение Парквилл Стэйшн, расположенное по адресу 6618 20я Авеню. Почтовое отделение было занесено в Национальный реестр исторических мест США в 1988 году.

## Демография
В начале XX века в районе поселилось много евреев и итальянцев. До Второй мировой войны в районе проживало примерно равное количество тех и других. В 50-е годы в район начали массово переселяться выходцы с юга Италии, а евреи наоборот покидали Бенсонхерст. Таким образом итальянцы стали основной частью населения, а сам район стал своего рода «Маленькой Италией» Бруклина. Согласно переписи 2000 года в районе насчитывалось более 20 000 италоговорящих. Район превратился в маленький, изолированный анклав. Через район проходят две оживленные улицы. 18-я Авеню, на которой находилось множество небольших семейных бизнесов, преимущественно итальянских и 86я стрит, вдоль которой проходит надземная линия метро. Станция метро «18-я Авеню» была неоднократно показана в популярном сериале «Добро пожаловать обратно, Коттер». С 2000 года район начали активно заселять китайцы. Также за последние годы в Бенсонхерсте поселилось довольно много выходцев из бывшего СССР.

## Возникновение Чайнатауна в Бенсонхерсте
Первый китайский анклав в Бруклине возник в районе Сансет-Парк. После чего китайцы начали активно расселяться по окрестностям. Вскоре возник второй Чайнатаун в Шипсхед-Бей, в районе Авеню Ю. А через несколько лет в Бенсонхерсте появился третий. Во всех местах, где оседали китайцы, немедленно начиналось открытие множества китайских бизнесов, с быстрым выдавливанием всех прочих. Бенсонхерст не стал исключением. За последние 10 лет число китайцев во всех трех анклавах увеличилось на 57 %. Но обычная перепись в реальности не может учесть всех живущих в домах, которыми владеют китайцы. Так что есть все основания думать, что на деле этот процент ещё выше. Во всех районах, где поселялись китайцы начинался процесс выдавливания всех остальных этнических групп. Прибывшие скупают дома, а затем расселяют в них огромное число своих соплеменников. Это помогает им без проблем выплачивать ипотеку. Нарушения санитарно-гигиенических норм и неуплата налогов никого из китайцев не волнует. Все это происходит в Бенсонхерсте невиданными до того темпами.

## Убийство Юсуфа Хокинса
23 августа 1989 года шестнадцатилетний афроамериканец Юсуф Хокинс и трое его приятелей были атакованы группой италоамериканской молодежи. В результате стычки Юсуф Хокинс был убит. После этого были возбуждены уголовные дела, как минимум против четверых жителей района. Преподобный Эл Шарптон организовал в Бенсонхерсте несколько демонстраций. 12 января перед одной из таких демонстраций Майкл Риккарди, житель района, попытался убить Шарптона ударом ножа в грудь. Позже Риккарди раскаялся в содеянном и говорил, что он сделал это чтобы «быть героем в своем комюнити». Шарптон оправился от ран и при вынесении приговора просил судью о смягчении. После этого он посетил Риккарди в тюрьме и они после беседы помирились.

## Бруклинская «Маленькая Италия»

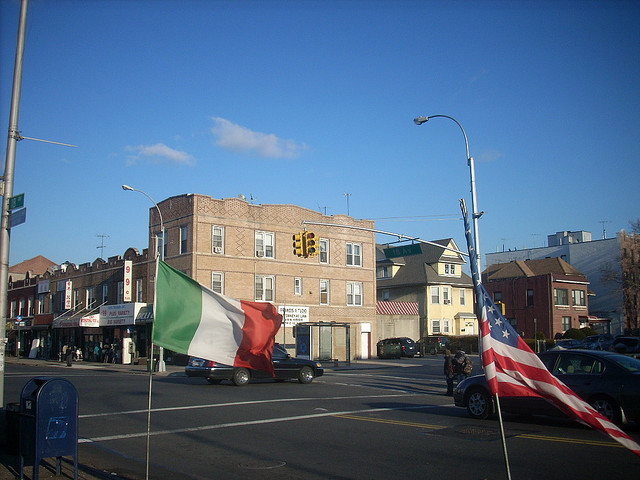
18 Авеню и Бей Ридж Парквей

Бенсонхерст стереотипно считается прибежищем для членов мафии. 17 ноября 1989 года Гас Фараче, авторитетный член мафии, подозреваемый в убийстве агента из Управления по борьбе с наркотиками был найден застреленным в своей машине. 13 апреля 1986 года был взорван в своей машине Фрэнк Де Чикко. Фрэнк Беллино (Червовый Фрэнки), солдат семьи Луккезе потерял при взрыве несколько пальцев. Однако главная мишень, Джон Готти, в машине не находился. Позже информаторы сообщили, что приказ о ликвидации отдал Винсент Джиганте. Ему не понравилось, что Готти санкционировал убийство Пола Кастеллано без одобрения комиссии. В организации покушения ему помогали боссы семейства Луккезе Витторио Амьюзо и Энтони Кассо (кличка — Газовая труба "Gaspipe").
В настоящее время внешний вид района активно изменяется. Множество старых домов были снесены, а на их месте построили трёхэтажные многоквартирные дома и многосемейные кондоминиумы. В начале сентября в Бенсонхерсте собираются люди со всего Нью-Йорка для проведения празднества в честь святой Розалии. Празднество открывает житель Бенсонхерста Франко Коррадо. Коррадо является активным членом италоамериканской общины в течение последних 20 лет. Святая Розалия является покровителем Палермо, а среди италоамериканцев, живущих в Бенсонхерсте, очень много выходцев из Сицилии или их потомков. Сразу же после победы Италии в чемпионате мира по футболу в 2006 году большая часть италоамериканцев Бенсонхерста, а равно и тысячи живущих в других районах Нью-Йорка, начали праздновать это событие. Было выкуплено разрешение на временный запрет автодвижения в части района. Маршрут праздничного шествия практически совпал с маршрутом во время празднества в честь святой Розалии.

## Образование
До 2017 года в Бенсонхерсте работал Брамсон-колледж
Сегодня там находится несколько школ
| - Школа Мэйплтон - Школа имени Доктора Ирвинга Глэдстоуна - Школа Верразано - Школа Кларион - Школа Бенсонхерста | - Школа Сета Лоу - Школа Джозефа Б. Кавалларо - Школа Эдварда Б. Шэллоу - Школа Нью-Утрехта - Школа Франклина Делано Рузвельта |

### Лидеры организованной преступности
В Бенсонхерсте родились и проживали многие авторитетные члены мафии. В их числе Энтони Газопровод Кассо, Пол Кастеллано, Майкл Ди Леонардо, Энтони Гаджи, Карло Гамбино, Джон Гамбино, Сэмми «Бык» Гравано, Грегори Скарпа и Кармайн Сесса.